# Copertina

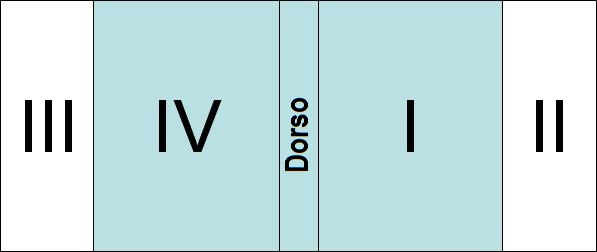
Schema della copertina con risvolti o della sovraccoperta di un libro.

La copertina è la parte esterna di un libro, di una rivista, di un quaderno, di un'agenda o di un disco, solitamente formata da carta o cartoncino più spessi dei fogli interni, sulla quale sono stampati il titolo dell'opera, l'autore e altre informazioni importanti quali, ad esempio, la casa editrice, l'anno di pubblicazione e il codice ISBN.
Poiché si tratta dell'unica parte soggetta a contatto con l'esterno, normalmente la copertina dello stampato viene oggi plastificata per resistere maggiormente nel tempo e non danneggiarsi o scolorirsi.
Talvolta la copertina è protetta da una sovraccoperta, sulla quale vengono stampate illustrazioni e/o tutte le informazioni relative alla pubblicazione. In tal caso spesso le indicazioni stampate sulla coperta diminuiscono. Il retro della sovraccoperta è sempre bianco, cioè non è mai stampato.
Nel linguaggio tipografico, le quattro pagine della copertina prendono i nomi di "prima", "seconda", "terza" e "quarta di copertina"; la prima e seconda pagina sono anche dette copertina anteriore, la terza e la quarta pagina copertina posteriore.
Le ripiegature interne della copertina, quando essa è ripiegata verso l'interno, e della sovraccoperta, che è sempre ripiegata verso l'interno, sono chiamati risvolti (o alette). Nei risvolti si trovano spesso notizie sull'opera e sull'autore o su sue precedenti pubblicazioni e nel risvolto posteriore il prezzo di copertina. Nella copertina coi risvolti la seconda e terza di copertina sono sempre bianche, cedendo le proprie informazioni appunto ai risvolti.
Nei volumi cartonati o rilegati in tela, è tradizione stampare il titolo della pubblicazione con impressione in oro (o doratura) sul dorso e sul piatto anteriore rigido e quindi rivestire la copertina vera e propria con una sovraccoperta stampata su carta.
In certi casi la copertina può essere rivestita di cuoio, con assi in legno e bordure di metalli anche preziosi. Sono particolarmente pregiate le copertine (o coperte) dei volumi antichi, come gli incunaboli e le cinquecentine con legature alle armi (ad. es. aldine in legature dogali).
Se la copertina è stampata con la stessa carta usata per le pagine interne e quindi compresa nel conteggio delle pagine del menabò, allora si parla di stampato "autocopertinato"; questo può accadere, ad esempio, in un opuscolo.
Nel gergo giornalistico, l'immagine o servizio fotografico da montare sulla copertina è noto col nome di cover.

## Funzione
La copertina ha nel campo dell'editoria una funzione fondamentale: ha lo scopo di catturare l'attenzione del potenziale lettore, suscitando curiosità o interesse, e di indirizzarlo a valutare l'acquisto di una determinata pubblicazione. Per questa ragione, nel corso del tempo, sono stati studiati vari stratagemmi comunicativi; la copertina può essere variamente colorata o decorata con disegni, fotografie e figure per rendere più attraente, gradevole o appariscente il tipo di stampato. Il suo impatto estetico inoltre dipende anche dal tipo di rilegatura utilizzata. La composizione grafica della copertina di un volume appartenente a una particolare collana tende a richiamare, nell'impostazione, nell'uso dei font e nella distribuzione del testo, gli altri volumi della serie.

## Quarta di copertina
La quarta di copertina è l'ultima faccia della copertina. Nelle riviste o altre pubblicazioni periodiche, viene usata sovente a scopo promozionale. Nei libri, invece, solitamente riporta una sintesi del contenuto delle pagine. In genere l'autore affida ad altri il compito di scrivere questi testi. Peraltro, alcuni autori famosi hanno scritto da sé le quarte di copertina delle loro opere: Tommaso Landolfi, Carlo Cassola e Giorgio Manganelli. Nella casa editrice Adelphi, Roberto Calasso si occupava personalmente di scrivere le quarte di copertina dei libri pubblicati. A scopo promozionale, sulla quarta di copertina sono a volte riportati brevi giudizi sull'opera espressi da personalità famose oppure tratti da importanti pubblicazioni; questi elogi, in inglese, sono chiamati blurb.
In fondo alla pagina appaiono il codice ISBN e il prezzo del volume (se non è indicato nel risvolto posteriore di copertina o di sovraccoperta).

## Dorso
La copertina è divisa a metà dal dorso, striscia più o meno sottile, che raccoglie i fascicoli del libro e sul quale sono apposti il titolo del libro e l'autore, in caratteri uguali o più piccoli di quelli utilizzati in prima di copertina. A causa della limitata disponibilità di spazio, nel dorso non trova posto null'altro se non il nome o il logo dell'editore e il numero di serie del volume, se appartenente a una determinata collana.
Le scritte sul dorso possono essere stampate sia in orizzontale (come sulla copertina, se lo spazio è sufficiente) sia in verticale, indifferentemente dal basso verso l'alto o dall'alto verso il basso. Quest'ultima soluzione facilita la lettura del dorso qualora i volumi vengano appoggiati su un tavolo o messi sugli scaffali coricati con la prima di copertina verso l'alto.

## Galleria d'immagini

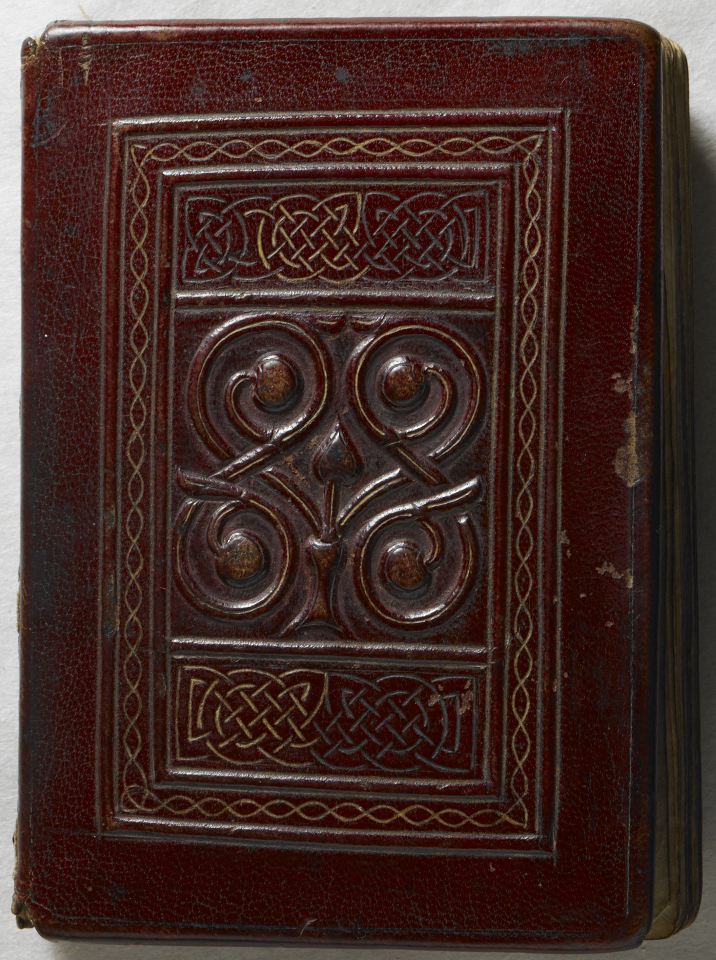
Copertina del Vangelo di St Cuthbert, circa 700; la rilegatura originale in pelle di capra rossa lavorata è la prima rilegatura occidentale sopravvissuta. E' considerato uno dei più piccoli manoscritti anglosassoni sopravvissuti. Il testo è il Vangelo di Giovanni in latino.
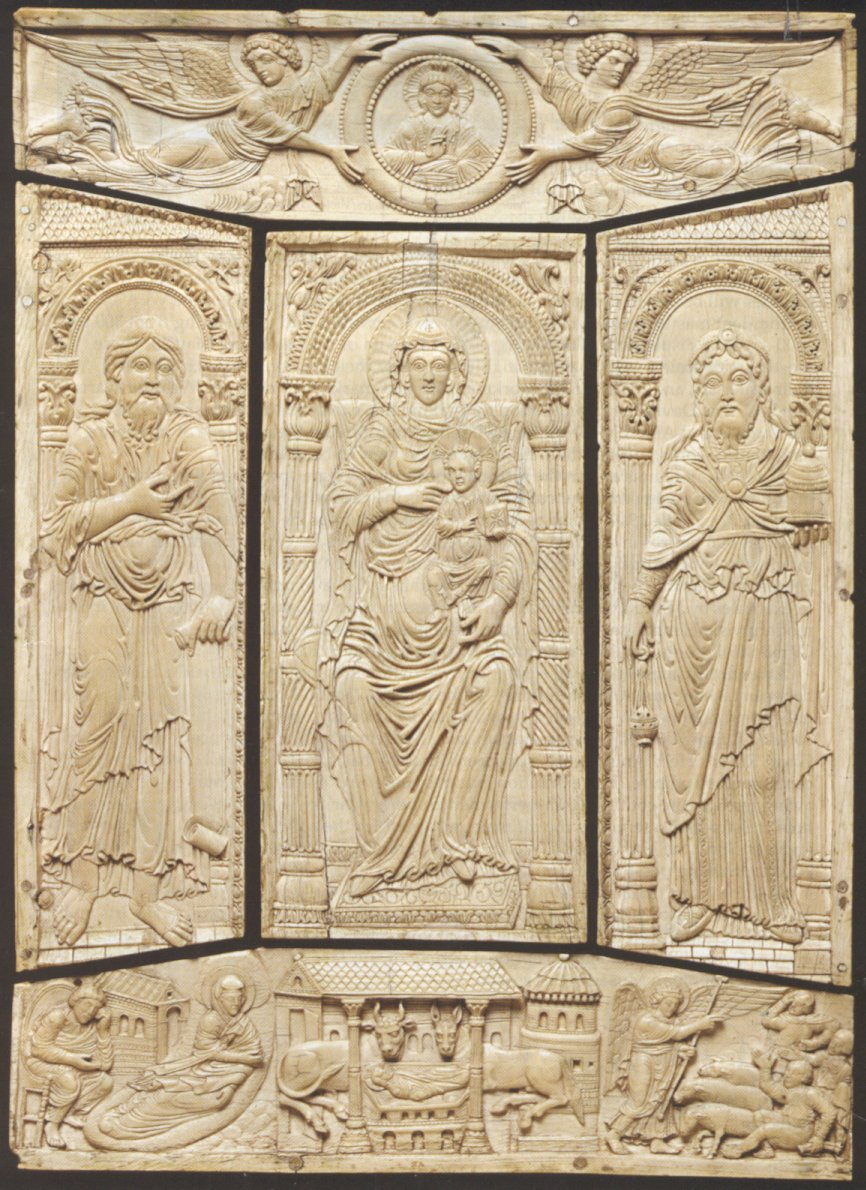
Copertina dell'Evangeliario di Lorsch (Codex Aureus di Lorsch), un vangelo miniato redatto tra il 778 e l'820 ed è tra i capolavori della miniatura carolingia.
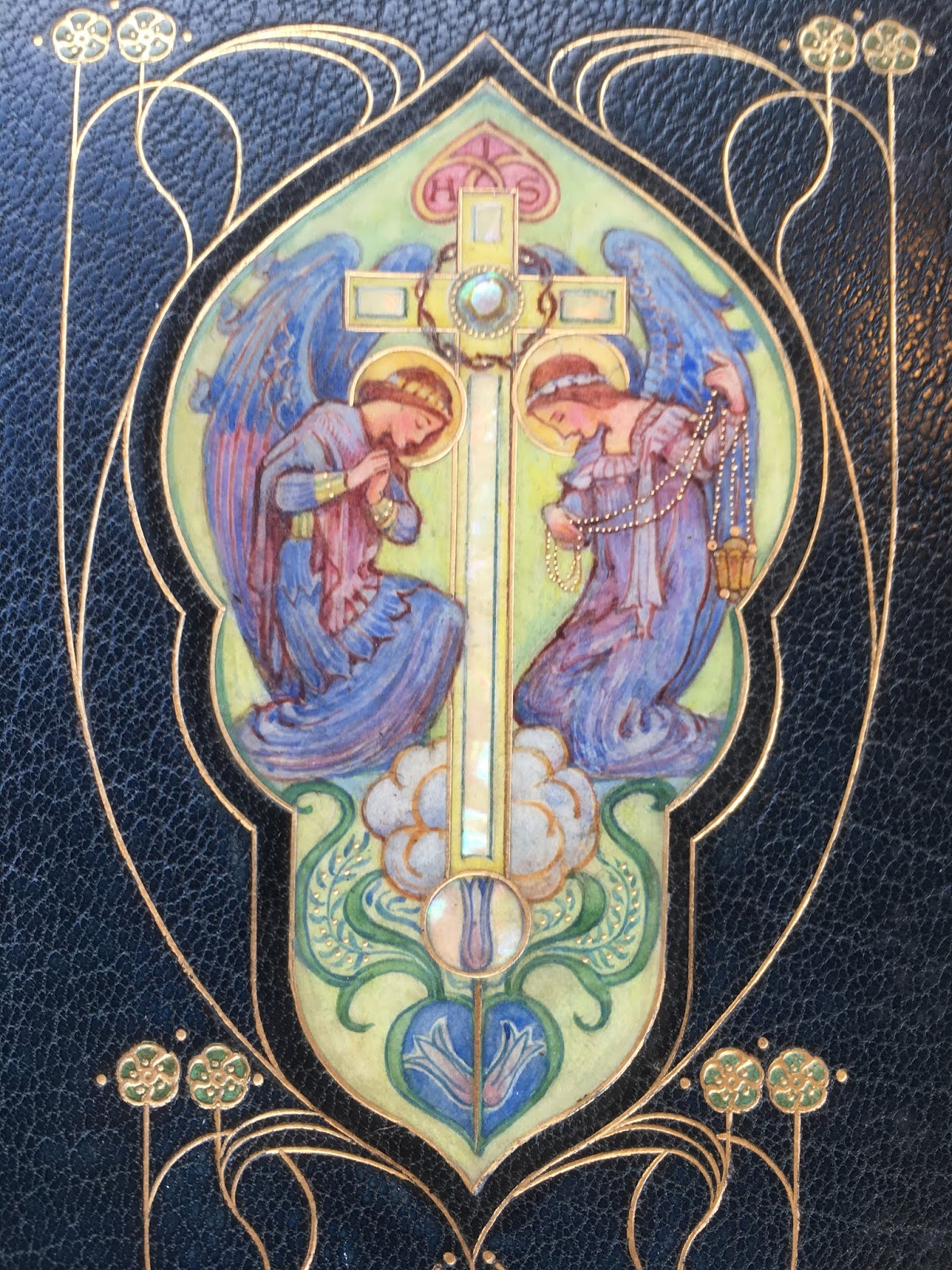
Particolare della copertina di un'edizione tascabile del Libro delle preghiere comuni, rilegatura vellucent di Cedric Chivers con fregi in oro Art Nouveau, disegno dipinto a mano intarsiato con madreperla.
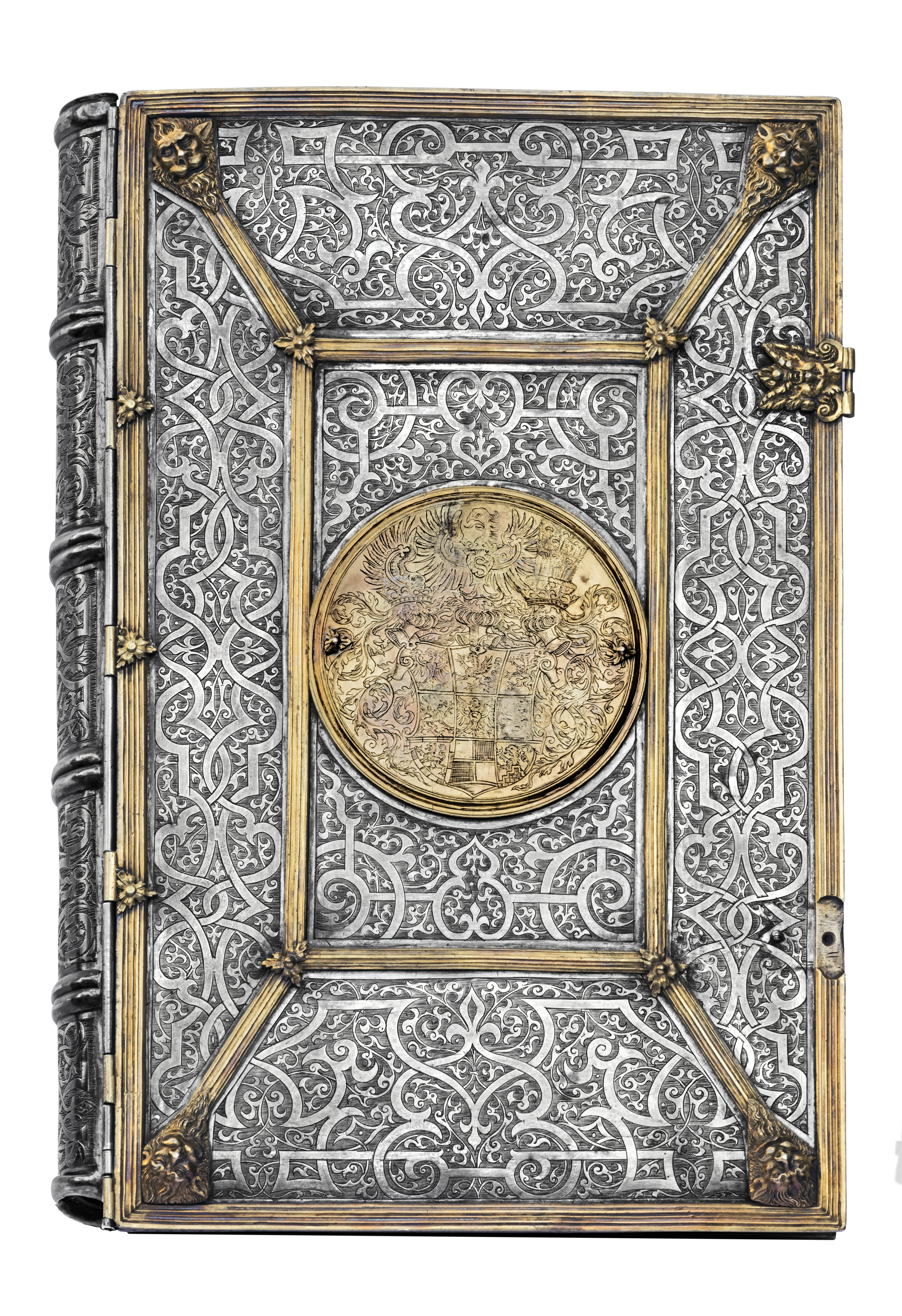
Una delle copertine orafe della cosiddetta biblioteca d'argento del duca Albrecht Hohenzollern a Königsberg.
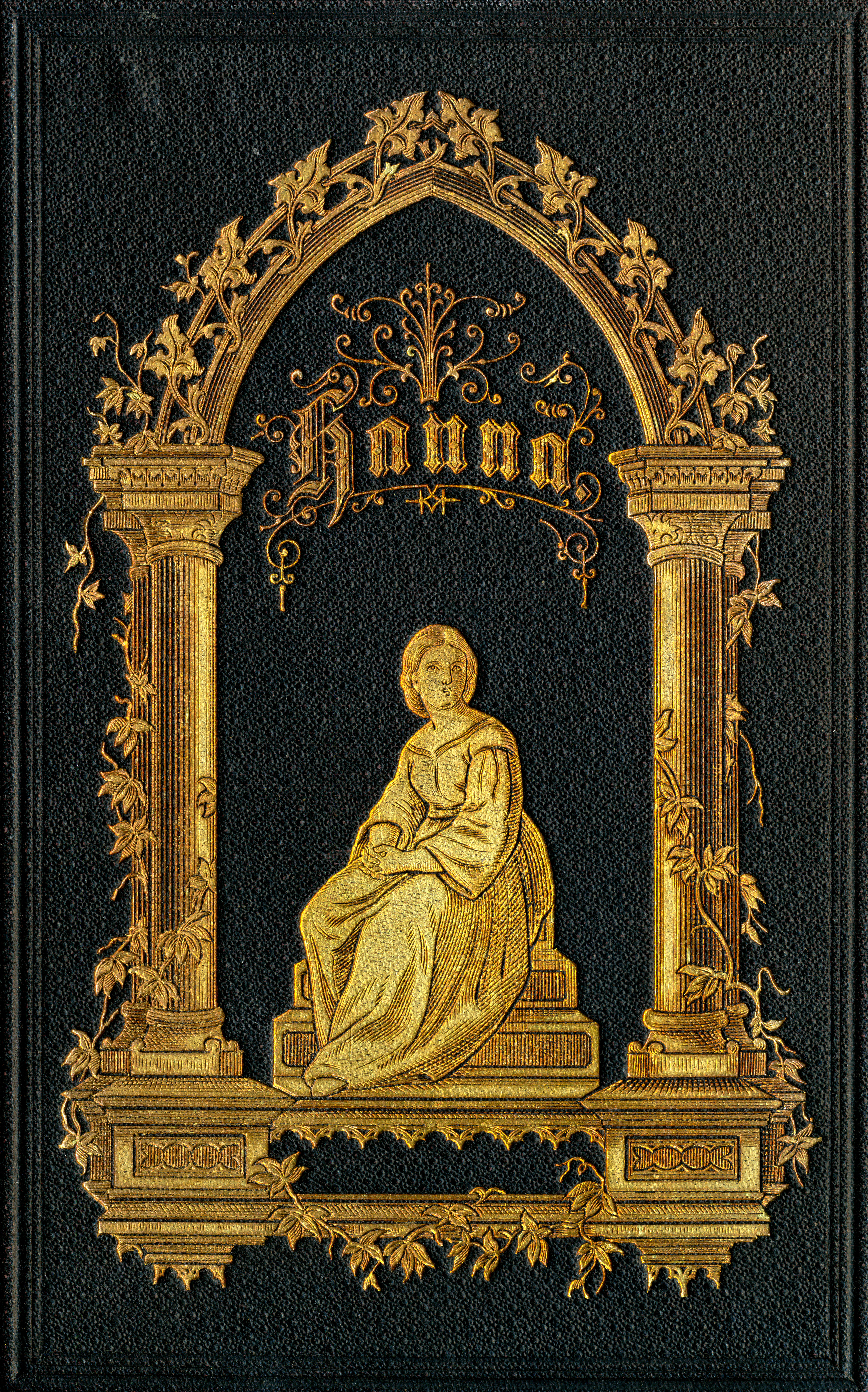
Copertina in pelle dell'inizio del XX secolo di un libro di preghiere ebraiche "Hanna", con ornamenti in foglia d'oro.
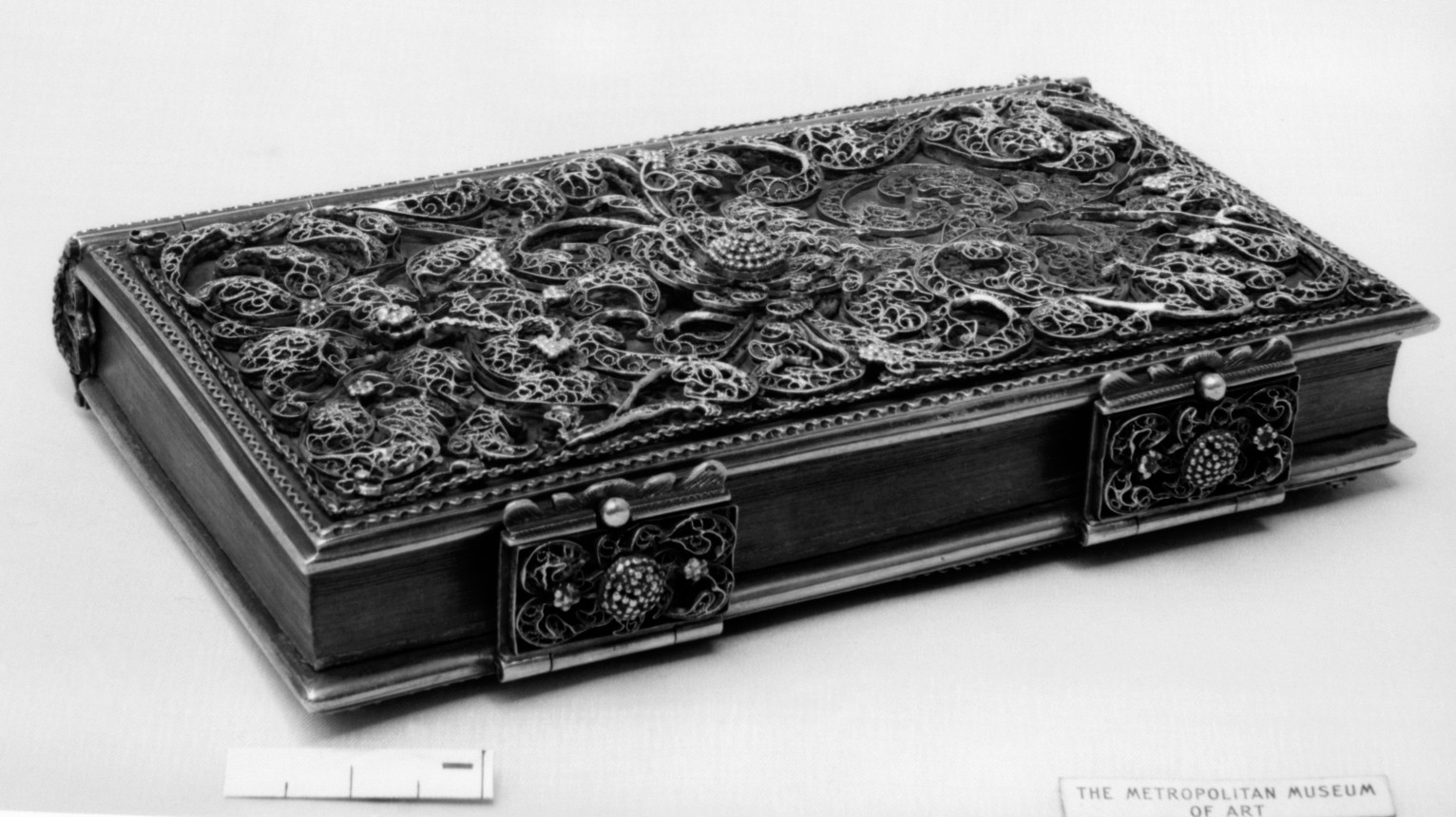
Copertina di un libro in metallo e argento, XVIII secolo.